# بیسکویت بادامی

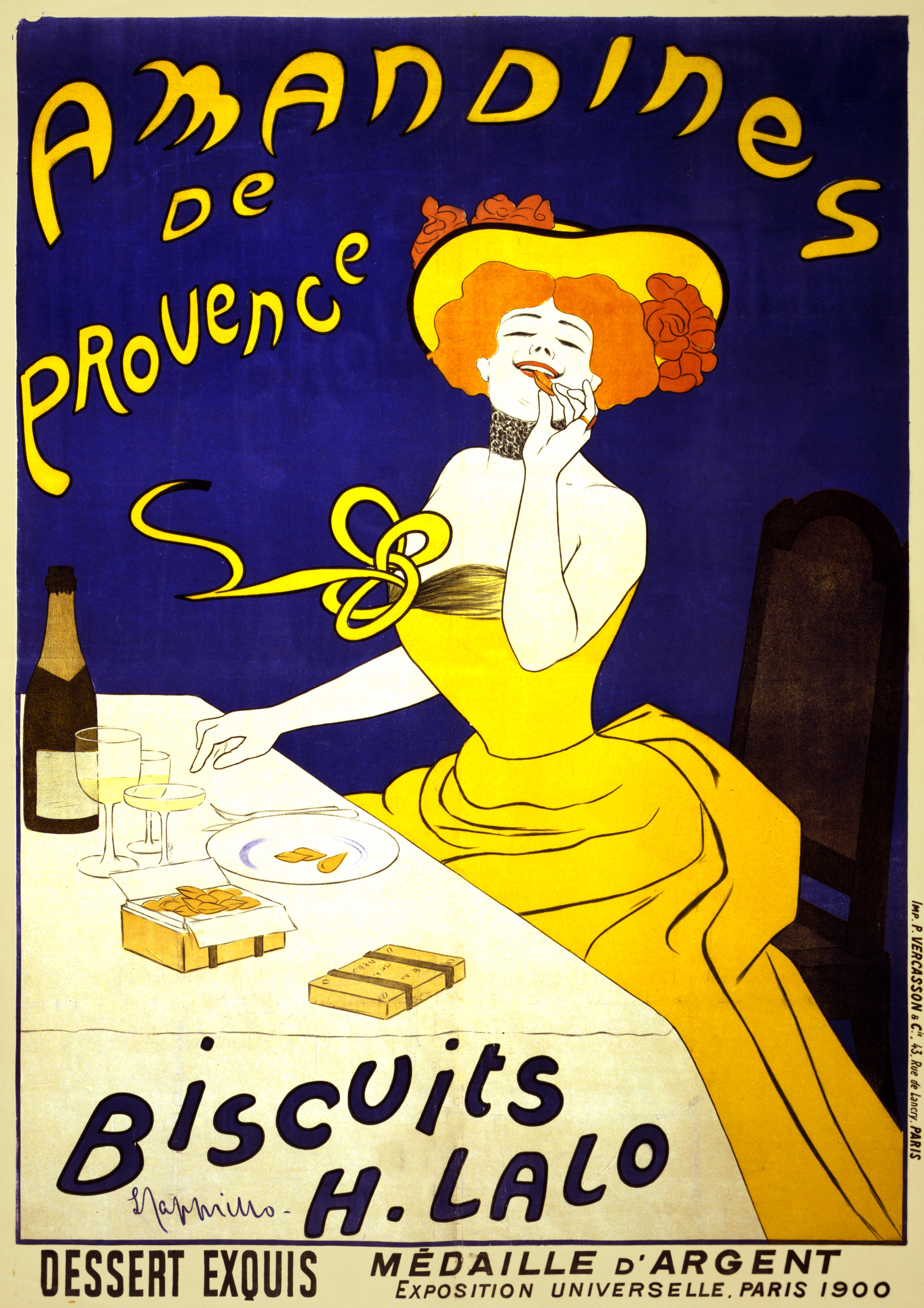
آماندین دو پرووانس، پوستری از لیونتو کاپیلو، ۱۹۰۰، که زنی را در حال خوردن بیسکویت بادامی نشان می‌دهد

بیسکویت بادامی یا کوکی بادامی نوعی بیسکویت است که از بادام تهیه می‌شود. این بیسکویت در بسیاری از غذاهای مختلف رایج است و اشکال مختلفی دارد. انواع بیسکویت بادامی شامل ماکارون بادامی، آمارتی ایتالیایی، آلمندرادو اسپانیایی، نشابلیت ارمنی، قرابیه (بیسکویت شرت‌برد تهیه شده با بادام)، بیسکویت و دسر مراکشی و قرابیه آجی‌بادام ترکی است. علاوه بر این، شکرپاره ترکی اغلب با بادام تزئین می‌شود.
در نروژ، سندباکلسه یا سندکاکه نوعی کلوچه بادامی است که در قالب‌های شیاردار پخته می‌شود.
در اندونزی، «بیسکویت بادام تُرد پنیری» نوعی بیسکویت تُرد و تخت است که روی آن با بادام و پنیر پوشانده می‌شود.
بیشتر انواع آن ترد هستند؛ اما برخی مانند «آمارتّی موربیدی» ایتالیایی، نرم و جویدنی‌اند.

## نگارخانه

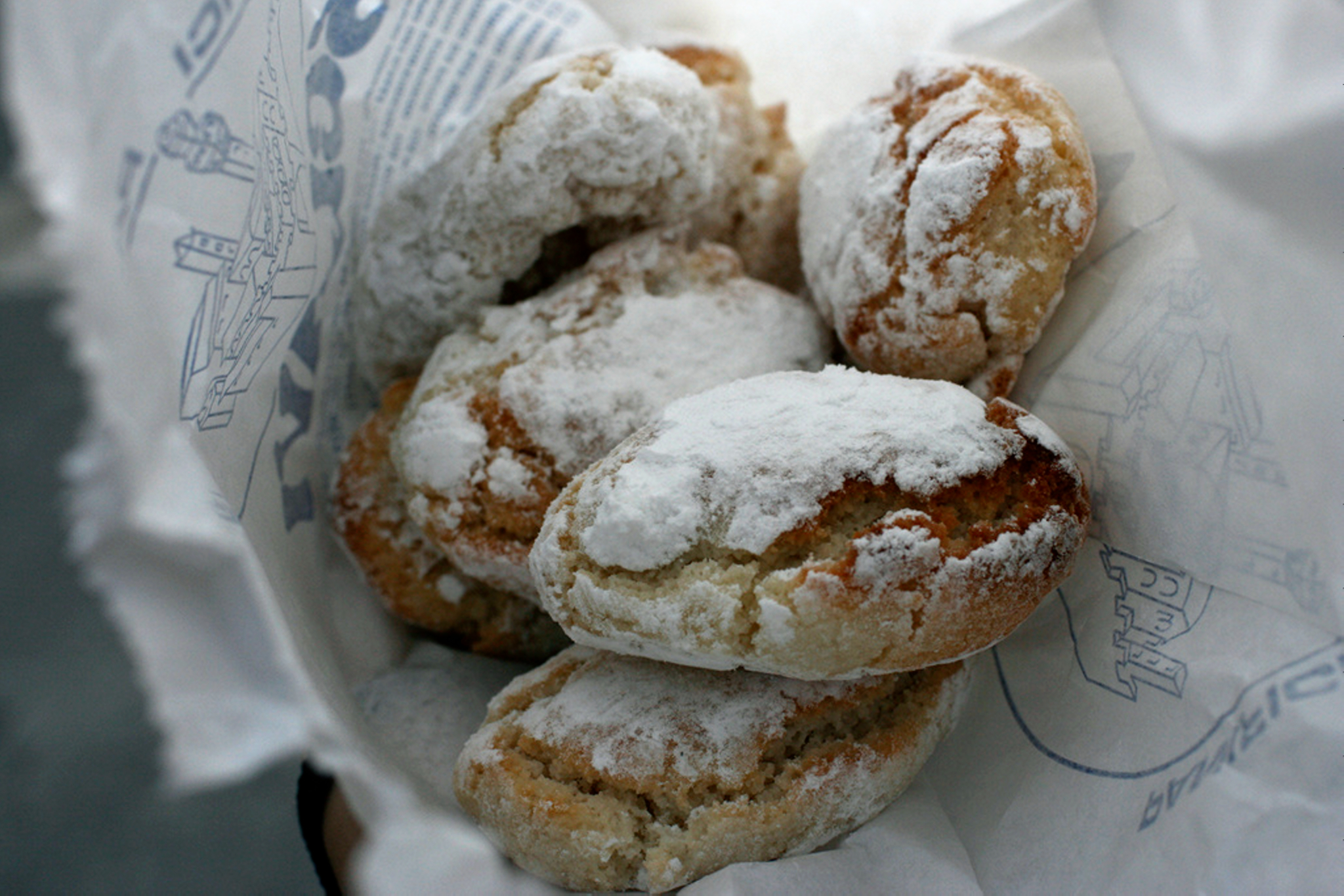
Ricciarelli یک بیسکویت بادام توسکانی است.
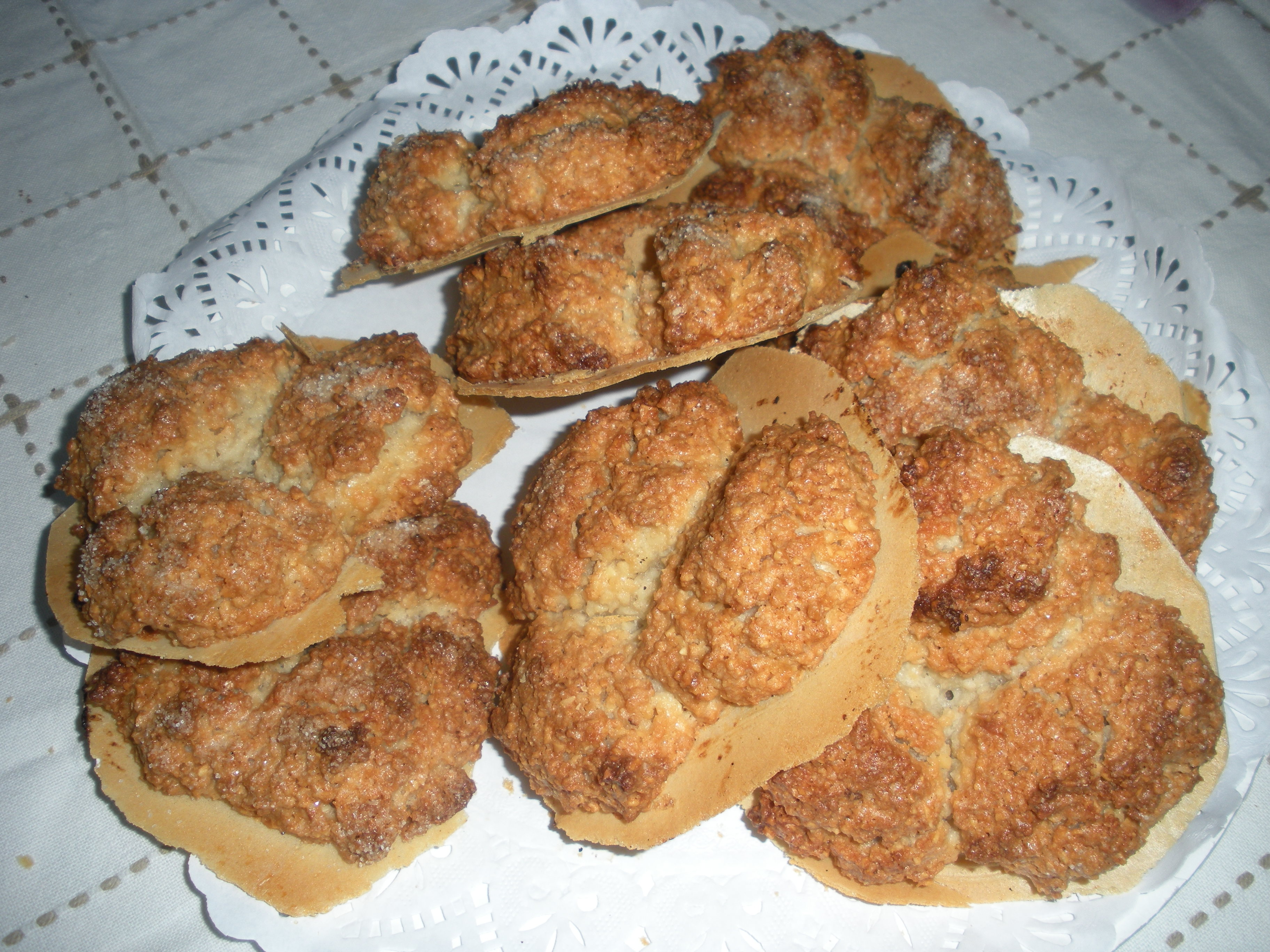
آلمندرادو نوعی بیسکویت بادامی در آشپزی اسپانیایی است.
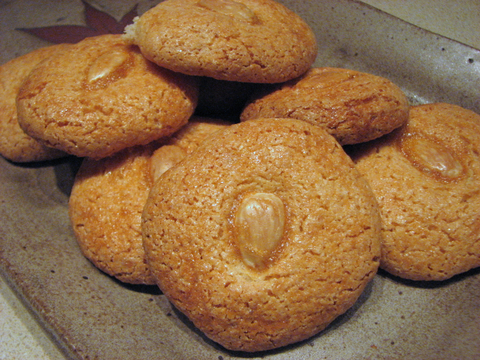
Acibadem kurabiyesi یک بیسکویت بادام در غذاهای ترکی است.
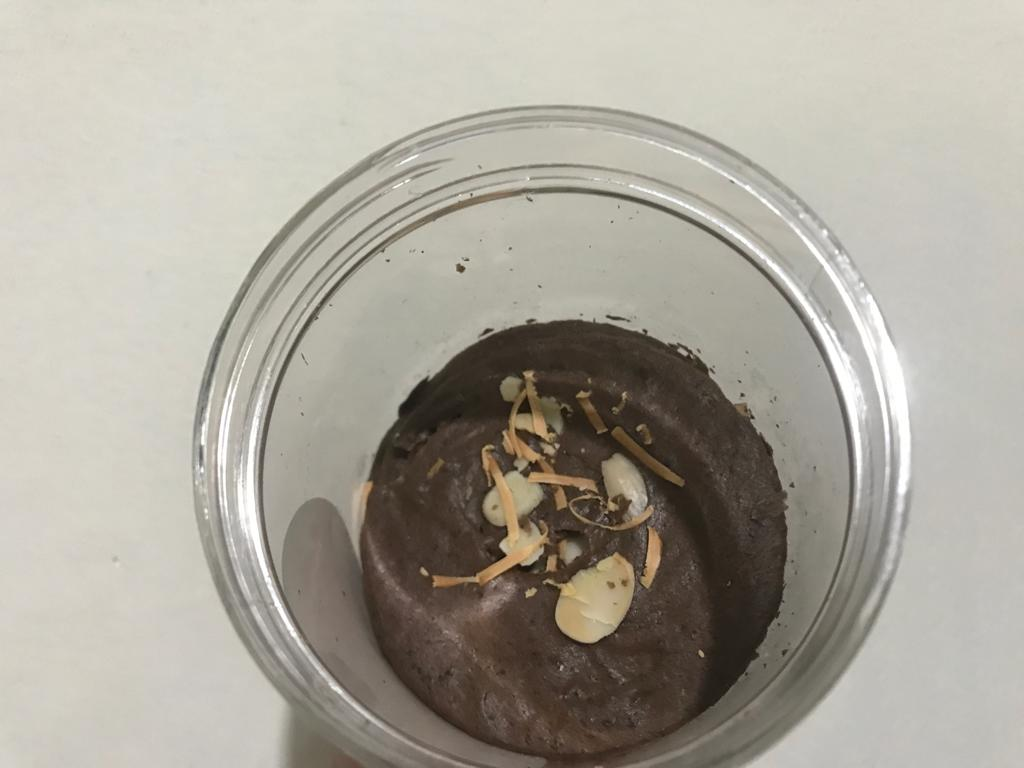
پنیر ترد بادام یکی از بیسکویت‌های بادامی در غذاهای اندونزیایی است.